# Nærbø kommun
Nærbø kommun (norska: Nærbø kommune) var en kommun i Rogaland fylke i sydvästra Norge. Kommunen omfattade den norra delen av nuvarande Hå kommun (Nærbø socken). Tätorten Nærbø utgjorde kommunens centralort.

## Administrativ historik
Nærbø kommun upprättades 1894 när den dåvarande kommunen Hå delades i två och de båda kommunerna Varhaug respektive Nærbø bildades. Kommunen hade 1 806 invånare vid upprättandet.
Den 1 januari 1964 gick Nærbø kommun, tillsammans med kommunerna Ogna och Varhaug, upp i den då återbildade Hå kommun. Kommunens hade då 3 926  invånare.